# 林䳍屬
林䳍属（学名：Nothocercus）是䳍形目䳍科的一个属，包含以下3个物种：
- 黑头林䳍 Nothocercus bonapartei，高原林䳍
- 红头林䳍 Nothocercus julius，茶胸林䳍
- 灰头白喉林䳍 Nothocercus nigrocapillus，斗篷林䳍